# Совет городского округа город Салават
Совет городского округа город Салават — представительный орган муниципального образования города Салават, состоит из 25 депутатов, избираемых сроком на 4 года.
Совет городского округа избирает главу Администрации городского округа город Салават.

## Формирование
Избирается по смешанной системе, 13 депутатов по партийным спискам и 12 по одномандатным округам.

## Выборы

### 2012
Выборы в Совет городского округа город Салават состоялись 4 марта 2012 года, в день президентских выборов.

### 2016
Выборы в Совет городского округа город Салават состоялись в Единый день голосования 18 сентября 2016 года.

### 2020
Выборы в Совет городского округа город Салават состоялись в Единый день голосования 13 сентября 2020 года.
2024
Голосование на выборах депутатов Совета го г. Салават проводилось три дня  - 6, 7 и Единый день голосования 8 сентября 2024 года

## Председатели
- Давыдова Лариса Владимировна (с 2012 г.)
  - С сентября 2024 года - Соболев, Алексей Владимирович.